# Hurikán Paloma
Hurikán Paloma je sedmnáctou tropickou cyklónou a osmým hurikánem v Atlantické hurikánové sezóně 2008. Bouře se vyvinula u pobřeží Belize 5. listopadu. Další posilování ji dostalo až do 4. kategorie intenzity hurikánů. Panovaly obavy, že hurikán dosáhne nejvyššího stupně tedy 5, které se však nepotvrdily. Hurikán prošel přes Kajmanské ostrovy a zamířil na Kubu, kde proběhly rozsáhle evakuace. Zde hurikán oslábl do stádia tropické bouře, která postupně zeslábla na tropickou tlakovou níži. 10. listopadu v ranních hodinách (SEČ) Paloma zanikla na severovýchodním pobřeží Kuby.